# Arichanna hamiltonia
Arichanna hamiltonia là một loài bướm đêm trong họ Geometridae.